# لوبنیتسه
لوبنیتسه (به چکی: Lubnice) یک منطقهٔ مسکونی در جمهوری چک است که در ناحیه زنویمو واقع شده‌است. لوبنیتسه ۷٫۶ کیلومتر مربع مساحت و ۷۷ نفر جمعیت دارد و ۴۰۵ متر بالاتر از سطح دریا واقع شده‌است.